# フェルナンド・ガイボル
フェルナンド・ビセンテ・ガイボル・オレジャーナ（スペイン語: Fernando Vicente Gaibor Orellana、1991年10月8日 - ）は、エクアドルのサッカー選手。エクアドル代表。ポジションはMF。

## クラブ歴
CSエメレクの下部組織出身でユース時代から有望株として知られている。2010年2月28日に初出場。同年11月27日に初得点を記録。2012年4月4日にはコパ・リベルタドーレス2012でアディショナルタイムにPKを決めてCRフラメンゴを下した。2013年4月2日には前年に引き続きコパ・リベルタドーレス2013で94分に決勝点を決めた。
2018年にCAインデペンディエンテに移籍。

## 代表歴
U-20代表として2011 FIFA U-20ワールドカップに参加した。
A代表初招集は2013年11月で15日に行われたアルゼンチン代表戦で後半にクリスティアン・ノボアに代えて投入されてA代表初出場。

## 個人成績
2018年4月18日現在
代表での得点一覧
| No | 日附          | 場所                                             | 対戦相手             | 得点 | 結果 | 大会     |
| -- | ------------- | ------------------------------------------------ | -------------------- | ---- | ---- | -------- |
| 1. | 2017年6月13日 | ニュージャージー州ハリソン・レッドブル・アリーナ | エルサルバドル       | 3–0  | 3–0  | 親善試合 |
| 2. | 2017年6月26日 | グアヤキル・エスタディオ・ゲオルゲ・カプウェル   | トリニダード・トバゴ | 2–1  | 3–1  | 親善試合 |

## タイトル

### クラブ
エメレク
- セリエA: 2013, 2014, 2015, 2017

インデペンディエンテ・デル・バジェ
- セリエA: 2021
- コパ・エクアドル: 2022

### 個人
- セリエA最優秀若手選手賞: 2011